# Bassetita
La bassetita és un mineral de la classe dels fosfats, que pertany al grup de l'autunita. Va ser anomenada l'any 1915 per Arthur Francis Hallimond pel grup de mines Basset (Cornualla, Anglaterra), en el qual el mineral va ser descrit per primer cop. La bassetita és isoestructural amb l'autunita, la novačekita-II i la saleeïta.

## Característiques
La bassetita és un fosfat de fórmula química Fe2+(UO₂)₂(PO₄)₂(H₂O)10. Cristal·litza en el sistema monoclínic. La seva duresa a l'escala de Mohs és 2,5.

## Estructura cristal·lina
L'estructura cristal·lina està composta per:
- Capes tipus autunita ([(UO₂)(PO₄)]-), amb els vértexs compartits per bipiràmides de base quadrada d'U0₆ i grups fosfat tetraedrics.
- Intercapes octaedriques de Fe(H₂O)₆.
- Dues capes aïllades de molècules d'aigua.

## Formació i jaciments
La bassetita és un mineral secundari rar que es troba en zones d'oxidació de dipòsits hidrotermals d'urani. S'ha descrit a tots els continents exceptuant l'Antàrtida i Oceania. A Catalunya s'ha descrit a la Mina Solita (Pallars Sobirà), en un context de conglomerats (Permià-Triàsic) amb disseminacions de cobalt i niquel, en discordança amb pissarres negres amb carbó del Carbonífer.